# Sinochlora sinensis
Sinochlora sinensis är en insektsart som beskrevs av Tinkham 1945. Sinochlora sinensis ingår i släktet Sinochlora och familjen vårtbitare. Inga underarter finns listade i Catalogue of Life.